# Liste der Mitglieder des Landtags des Herzogtums Sachsen-Altenburg (1869–1870)
Diese Liste gibt einen Überblick über alle Mitglieder des Landtages des Herzogtums Sachsen-Altenburg von 1869 bis 1870.

## Allgemeines
Die Abgeordneten wurden gemäß dem Wahlgesetz vom 1. Mai 1857 bestimmt. Der Landtag bestand danach aus 8 direkt gewählten Abgeordneten des Ritterstandes, 9 indirekt gewählten Vertretern der Städte, 8 indirekt gewählten Vertreten der Landbevölkerung und einem Vertreter des Handels- und fabrikstandes. Die Abgeordneten wurden für sechs Jahre gewählt. Jeweils die Hälfte schied nach drei Jahren aus und wurde in Neuwahlen ersetzt. Für jeden Abgeordneten wurde auch ein Vertreter gewählt. Aufgrund der Neuregelung des Wahlrechtes 1870 endete die Wahlperiode vorzeitig.

## Liste
| Abgeordneter                                                     | Beschreibung                                           | Kurie                    | Gewählt | Wahlbezirk                                             | Stellvertreter                           | Beschreibung                                        |
| ---------------------------------------------------------------- | ------------------------------------------------------ | ------------------------ | ------- | ------------------------------------------------------ | ---------------------------------------- | --------------------------------------------------- |
| Julius Stöhr                                                     | Rittergutsbesitzer und Advokat auf Gauern              | Rittergutsbesitzer       | 1866    | Altenburger Kreis                                      | Gustav Friedrich                         | Rittergutsbesitze auf Weißbach                      |
| Hans Julius von Thümmler                                         | Finanzrat auf Untschen                                 | Rittergutsbesitzer       | 1866    | Altenburger Kreis                                      | Eduard Gustav Meinert                    | Rittergutsbesitzer auf Romschütz                    |
| Hermann Adolph von Beust                                         | Kammerherr und Forstmeister auf Reichstädt             | Rittergutsbesitzer       | 1866    | Saal-Eisenberger Kreis                                 | Bernhard Julius Herrmann                 | Rittergutsbesitzer auf Posterstein und Vollmershain |
| Carl Hermann Theodor von Beust                                   | Kammerherr auf Langenorla                              | Rittergutsbesitzer       | 1866    | Saal-Eisenberger Kreis                                 | Franz Philipp Beerend                    | Rittergutsbesitzer auf Friedrichstanneck            |
| Hans Conon von der Gabelentz                                     | Minister a. D., wirklicher Geheimer Rat auf Bolschwitz | Rittergutsbesitzer       | 1869    | Altenburger Kreis                                      | Adolph von Bachoff von Echt              | Kammerherr und Oberleutnant a. D. auf Dobitschen    |
| Louis von Stieglitz                                              | Kammerherr und Advokat auf Mannichswalde               | Rittergutsbesitzer       | 1869    | Altenburger Kreis                                      | Eduard Ludwig Christoph von Brandenstein | Forstmeister auf Hain                               |
| Ernst Friedrich von Beust                                        | Rittergutsbesitzer auf Serba                           | Rittergutsbesitzer       | 1869    | Saal-Eisenberger Kreis                                 | Christian Otto Winkler                   | Rittergutsbesitzer auf Hainchen                     |
| Alexander Wolfgang von Schwarzenfels genannt von Rothkirch-Trach | Kammerherr und Hauptmann a. D. auf Altenberga          | Rittergutsbesitzer       | 1869    | Saal-Eisenberger Kreis                                 | Gustav von Weske                         | Rittmeister a. D. auf Hainspitz                     |
| Moritz Laurentius                                                | Oberbürgermeister in Altenburg                         | Städte                   | 1866    | Altenburg                                              | Arthur Dölitzsch                         | Advokat in Altenburg                                |
| Theodor Göpel                                                    | Advokat in Altenburg                                   | Städte                   | 1866    | Altenburg                                              | Christian Theodor Wolf                   | Dr. phil in Altenburg                               |
| Otto Heinrich Hase                                               | Bürgermeister in Schmölln                              | Städte                   | 1866    | Schmölln                                               | Rudolph Kirchner                         | Fabrikant in Schmölln                               |
| Woldemar Rosenberg                                               | Bürgermeister in Ronneburg                             | Städte                   | 1866    | Ronneburg                                              | Eduard Thurm                             | Advokat in Ronneburg                                |
| Karl Findeisen                                                   | Gerichtsamtmann und Bürgermeister in Gößnitz           | Städte                   | 1866    | Gößnitz                                                | Alfred Koch                              | Fabrikant in Gößnitz                                |
| Meinhold Wagner                                                  | Advokat in Meuselwitz                                  | Städte                   | 1869    | Lucka, Meuselwitz und Gößnitz                          | Friedrich Hermann Weber                  | Gerichtsamtmann in Lucka                            |
| Johannes Back                                                    | Bürgermeister in Roda                                  | Städte                   | 1869    | Roda                                                   | Gustav Adolph Glaßer                     | Advokat in Roda                                     |
| Robert Rützer                                                    | Bürgermeister in Eisenberg                             | Städte                   | 1869    | Eisenberg                                              | Theodor Voigt                            | Subrektor in Eisenberg                              |
| Ernst Döll                                                       | Bürgermeister in Kahla                                 | Städte                   | 1869    | Kahla, Orlamünde und Raichhausen                       | Karl Heinrich Schröter                   | Apotheker in Kahla                                  |
| Johann Porzig                                                    | Gutsbesitzer in Obermolbitz                            | Bauernstand              | 1866    | Gerichtsämter I und II im Altenburg, Gerichtsamt Lucka | Hermann Köhler                           | Gutsbesitzer in Petsa                               |
| Georg Werth                                                      | Gutsbesitzer und Amtsrichter in Großenstein            | Bauernstand              | 1866    | Gerichtsamt Ronneburg                                  | Carl Friedrich Rother                    | Gutsbesitzer und Amtsrichter in Gessen              |
| Michael Poser                                                    | Gutsbesitzer und Amtsschulzein Reichenbach             | Bauernstand              | 1866    | Gerichtsamt Eisenberg                                  | Friedrich Kluge                          | Gutsbesitzer in Etzdorf                             |
| Johann Friedrich Peißker                                         | Mühlenbesitzer in Erdmannsdorf                         | Bauernstand              | 1866    | Gerichtsamt Roda                                       | Johann Christian Friedrich Prager        | Gasthof- und Rittergutsbesitzer in Ottendorf        |
| Mollo Kresse                                                     | Gutsbesitzer in Lehma                                  | Bauernstand              | 1869    | Gerichtsämter I und II im Altenburg, Gerichtsamt Lucka | Christoph Porzig                         | Gutsbesitzer in Mumsdorf                            |
| Johann Kühn                                                      | Schankwirt und Gutsbesitzer in Garbisdorf              | Bauernstand              | 1869    | Gerichtsamt Gößnitz                                    | Abraham Müller                           | Gutsbesitzer in Frohnsdorf                          |
| Jacob Burkhardt                                                  | Gutsbesitzer in Kummer                                 | Bauernstand              | 1869    | Gerichtsamt Schmölln                                   | Julius Burkhardt                         | Gutsbesitzer in Burkersdorf                         |
| Adam Traugott Gläser                                             | Amtsschultheiß in Seitenroda                           | Bauernstand              | 1869    | Gerichtsamt Kahla                                      | Johann Georg Christian Merker            | Amtsschultheiß in Oelsnitz                          |
| Theodor Schmidt                                                  | Kaufmann und Fabrikant in Altenburg                    | Handels- und Fabrikstand | 1866    | ./.                                                    | Carl Sieber                              | Kaufmann, Fabrikant und Kommerzienrat in Ronneburg  |